# Fleur Moors
Fleur Moors (Bree, 11 oktober 2005) is een Belgisch wielrenster en veldrijdster.

## Carrière
Moors was aanvankelijk actief in het handbal bij HC Achilles Bocholt. In de tweede helft van coronajaar 2020 richtte ze zich op het wielrennen, alwaar ze aansloot bij 'Elboka CT'. Ze werd achtereenvolgens actief in het mountainbiken, het wegwielrennen en het veldrijden. Het mountainbiken liet ze na enige tijd vallen, de weg en het veld bleef ze wel combineren.
Moors reed haar eerste veldrit bij de elite in het seizoen 2021/22. In januari 2022 nam ze deel aan het wereldkampioenschap bij de junioren en werd 21e. Ze werd dat seizoen in deze discipline ook tweede op het Belgisch kampioenschap bij de junioren achter Xaydée Van Sinaey. In 2023 werd ze Belgisch veldritkampioene bij de junioren en twaalfde op het WK in deze categorie. In 2024 nam ze deel aan het BK voor elite en veroverde er een vierde plaats. Op het WK van datzelfde jaar werd ze tiende in de beloftencategorie.
Op de weg werd ze in 2022 negende op het Belgisch kampioenschap op de weg voor junioren. Op het EK voor junioren van dat jaar werd ze 5e in het tijdrijden en 15e op de weg. Op het WK voor junioren werd ze twaalfde. In de Watersley Ladies Challenge werd ze vierde in het jeugdklassement en derde in het bergklassement. In 2023 werd ze vierde in de Ronde van Vlaanderen voor junioren en won een bronzen medaille op het WK voor junioren. In de Watersley Ladies Challenge won ze de tweede etappe, won het bergklassement en werd tweede in de algemene stand. In september 2023 werd ze Europees kampioene op de weg bij de junioren. Ze tekende voor het seizoen 2024 een profcontract bij Lidl-Trek.
Moors is afkomstig uit Bocholt en volgde een opleiding voedings- en dieetkunde te Kortrijk. In 2024 stopte ze voorlopig met de opleiding om zich volledig op haar carrière te focussen.

## Erelijst

### Veldrijden

#### Resultatentabel
| Seizoen   | WK       | EK       | BK       | Klassementen | Klassementen | Klassementen | Klassementen | Klassementen | Overige crossen | Podia    | Podia    | Podia    | Aantal crossen |
| Seizoen   | WK       | EK       | BK       | WB           | SP           | Trofee       | TOI          | Swiss        | Overige crossen | Goud     | Zilver   | Brons    | Aantal crossen |
| Junioren  | Junioren | Junioren | Junioren | Junioren     | Junioren     | Junioren     | Junioren     | Junioren     | Junioren        | Junioren | Junioren | Junioren | Junioren       |
| --------- | -------- | -------- | -------- | ------------ | ------------ | ------------ | ------------ | ------------ | --------------- | -------- | -------- | -------- | -------------- |
| 2021-2022 | 21e      | –        | Zilver   | 18e          | –            | 18e          | –            | –            |                 | –        | 1        | 1        | 7              |
| 2022-2023 | 12e      | –        | Goud     | 5e           | –            | 8e           | –            | –            | Kortrijk        | 2        | 1        | 1        | 7              |
| Beloften  |          |          |          |              |              |              |              |              |                 |          |          |          |                |
| 2023-2024 | 10e      | –        | –        | –            | –            | –            | –            | –            |                 | –        | –        | –        | 1              |
| 2024-2025 | –        | 5e       | –        | –            | –            | –            | –            | –            |                 | –        | –        | –        | 1              |
| Elite     |          |          |          |              |              |              |              |              |                 |          |          |          |                |
| 2021-2022 | –        | –        | –        | –            | –            | 43e          | –            | –            |                 | –        | –        | –        | 5              |
| 2022-2023 | –        | –        | –        | 31e          | 39e          | –            | –            | –            |                 | –        | –        | –        | 8              |
| 2023-2024 | –        | –        | 4e       | 39e          | 38e          | 35e          | –            | –            |                 | –        | –        | –        | 9              |
| 2024-2025 | –        | –        | –        | 28e          | 22e          | 17e          | –            | –            |                 | –        | –        | –        | 7              |
| Totaal    | –        | –        | –        | –            | –            | –            | –            | –            | –               | 2        | 2        | 2        | 45             |

### Weg
2023
2e etappe Watersley Ladies Challenge
Bergklassement Watersley Ladies Challenge
 Europees kampioenschap voor junioren op de weg
2025
Dwars door de Westhoek

#### Uitslagen in voornaamste wedstrijden
| \| Jaar \| Ronde van Italië \| Ronde van Frankrijk \| Ronde van Spanje \| \| ---- \| ---------------- \| ------------------- \| ---------------- \| \| 2025 \| opgave \| \| \|(*) tussen haakjes aantal individuele etappeoverwinningen |                  |                     |                  |
| Jaar | Ronde van Italië | Ronde van Frankrijk | Ronde van Spanje |
| 2025 | opgave           |                     |                  |

### Gravel
2024
Heathland Gravel

## Onderscheiding
- Belofte van het jaar: 2024[12]

## Ploegen
- 2022/23 –  Pauwels Sauzen-Bingoal
- 2023/24 –  Baloise - Trek Lions
- 2024 –  Lidl-Trek
- 2025 –  Lidl-Trek

van Anrooij · Bäckstedt · Balsamo · Brand · Chapman · Copponi · Deignan · van Dijk · Hanson · A. Holmgren · I. Holmgren · Klein · Longo Borghini · Moors · Realini · Sanguineti · Sharp · Spratt · Wilson-Haffenden
van Anrooij · Balsamo · Bjerg · Brand · Copponi · Deignan · van Dijk · Fisher-Black · Hanson · Henderson · A. Holmgren · I. Holmgren · Markus · Moors · Realini · Sanguineti · Sharp · Spratt · Wilson-Haffenden